# Maté Fazekas
Maté Fazekas (* 19. Januar 2000 in Győr) ist ein ungarischer Basketballspieler.

## Laufbahn
Fazekas verließ seine Heimatstadt Győr im Alter von 14 Jahren und wechselte in die Nachwuchsabteilung des deutschen Bundesligisten Ratiopharm Ulm. Im Januar 2016 wurde er von dem Verein mit einem Fünfjahresvertrag ausgestattet. Zusätzlich zu Einsätzen im Jugendbereich kamen ab der Saison 2016/17 auch Spielminuten bei den Weißenhorn Youngstars, der Nachwuchsfördermannschaft Ulms in der 2. Bundesliga ProB. Er trug in drei Spielen zum Gewinn des ProB-Meistertitels bei, nach dem Aufstieg in die zweithöchste deutsche Spielklasse ProA wurde die Mannschaft von Weißenhorn nach Ulm verlegt und in OrangeAcademy umgetauft. Im Sommer 2017 nahm der Ungar am Trainingslager „Basketball Without Borders“ teil, das einige der hoffnungsvollsten Nachwuchskräfte des europäischen Basketballsports zusammenbrachte. Mitte März 2021 verließ er Ulm, in einem Spiel der Basketball-Bundesliga war er in seiner Ulmer Zeit nicht eingesetzt worden, und kehrte nach Ungarn zurück.
Im Januar 2024 wechselte Fazekas innerhalb Ungarns zu Alba Fehérvár.

### Nationalmannschaft
Fazekas nahm mit der ungarischen U16-Nationalmannschaft an den B-Europameisterschaften 2015 und 2016 teil.